# Eiserne Hand (Prothese)

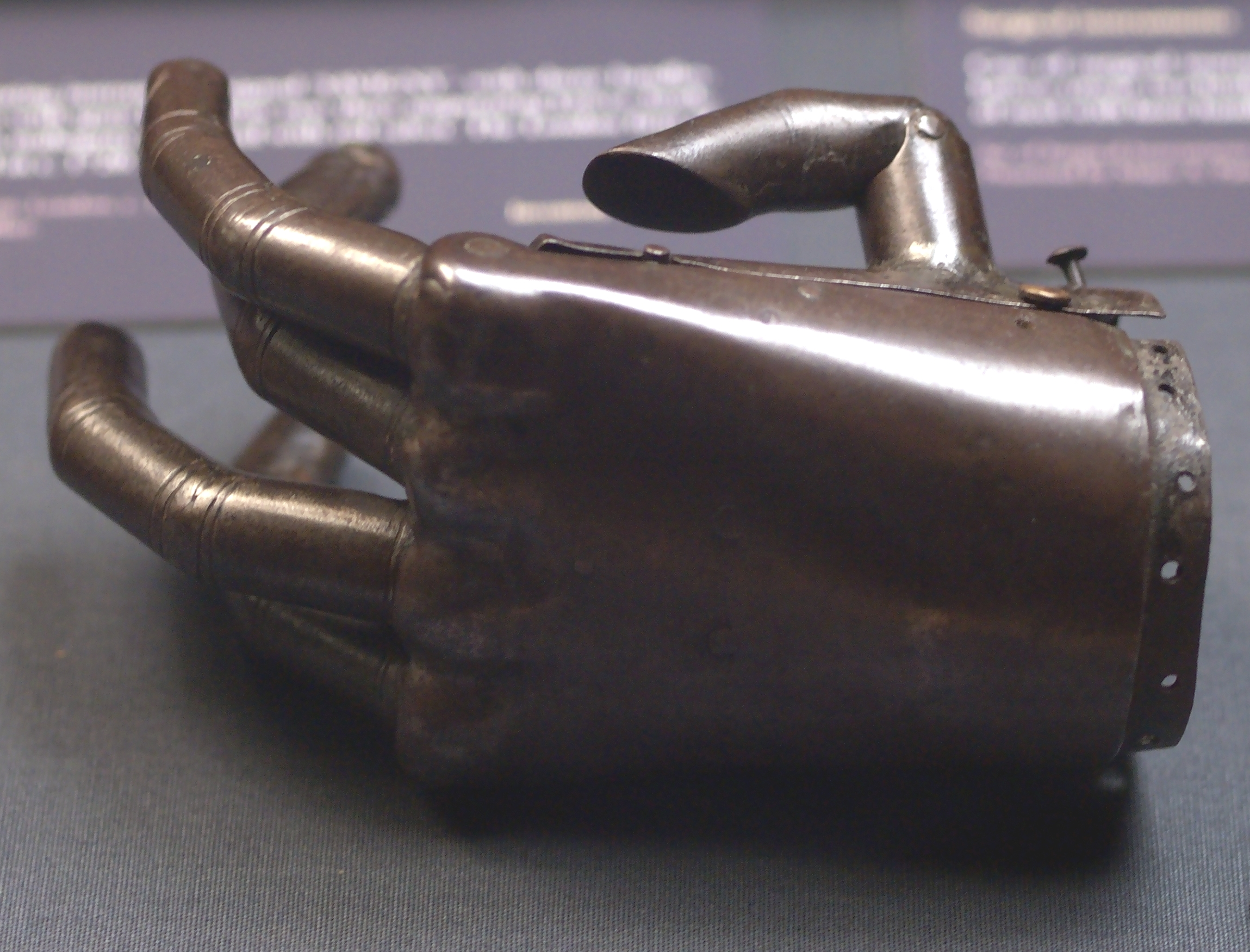
Handprothese, 16. Jahrhundert, Armstulp nicht erhalten

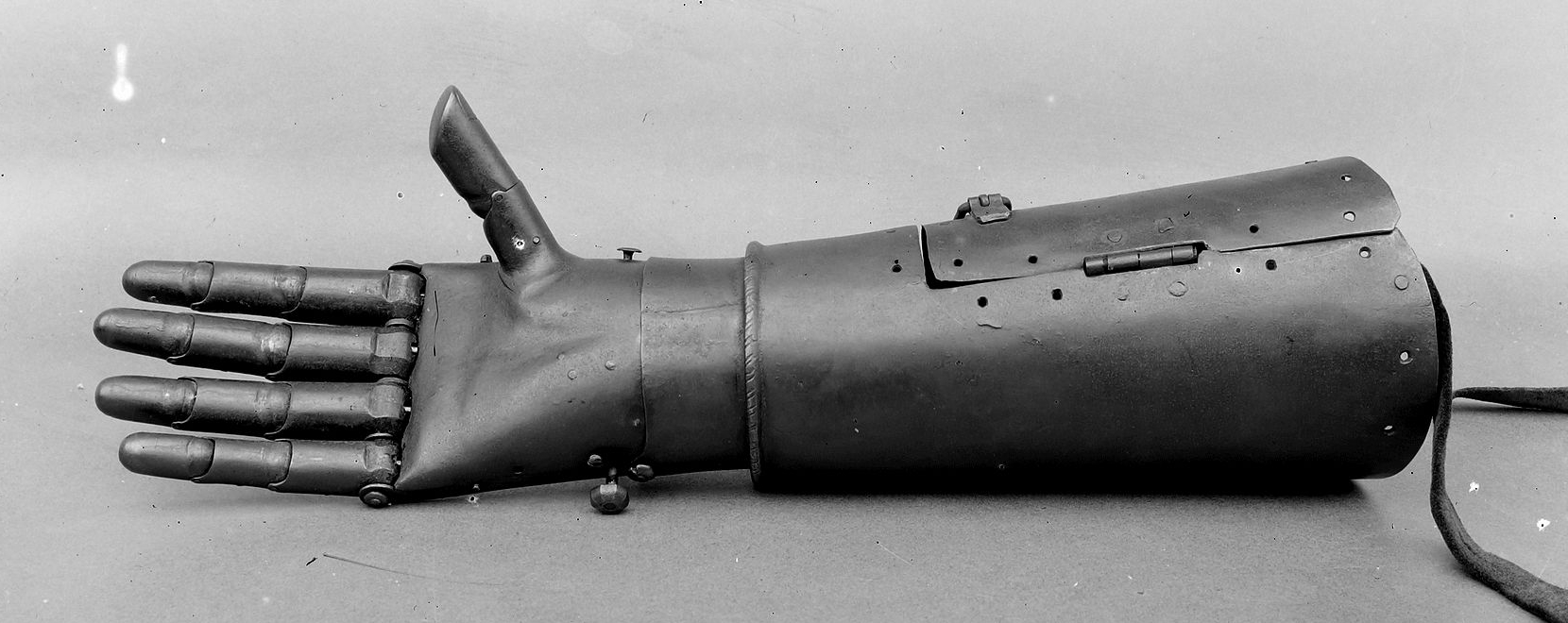
Jüngere Hand des Götz von Berlichingen, um 1530

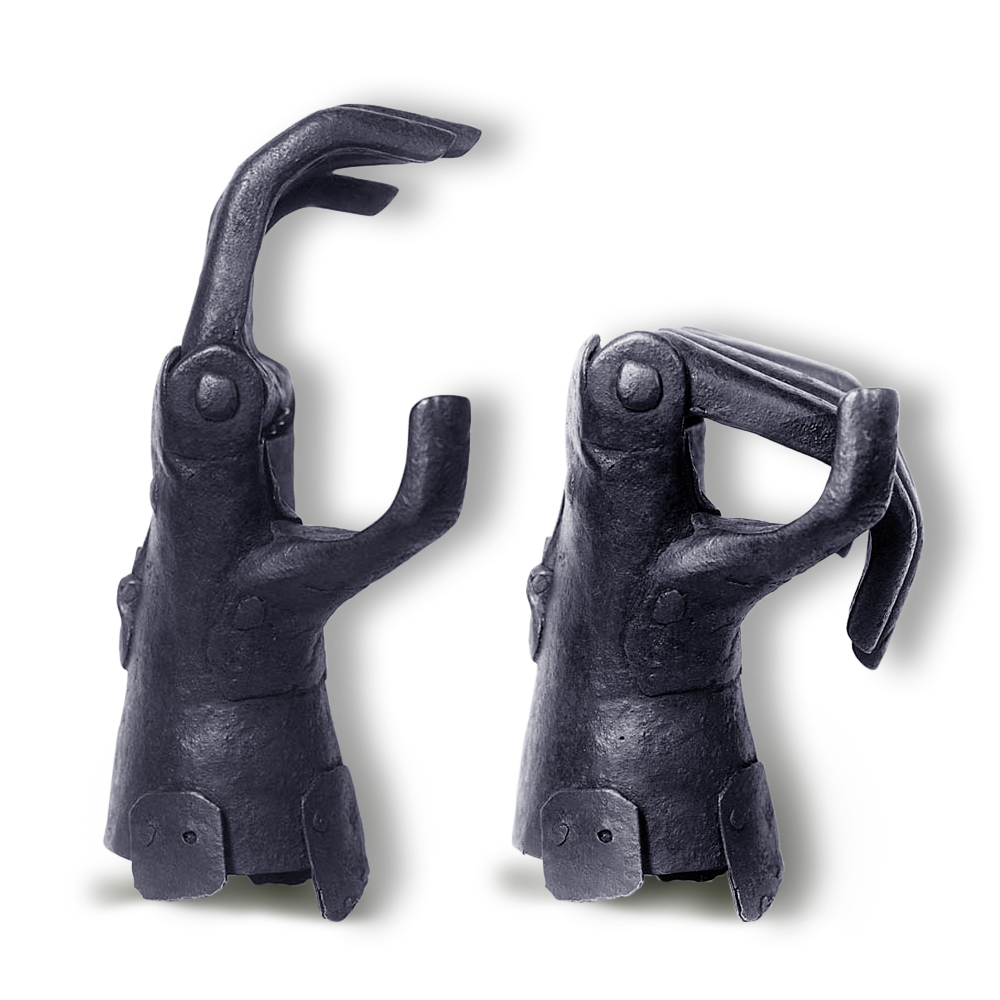
Zweite Hand aus Florenz, in geöffneter und geschlossener Position, 15./16. Jh.

Als Eiserne Hände (teilweise auch Ritterhände) werden passive metallene Hand- und Armprothesen aus der Zeit des ausgehenden Mittelalters und der frühen Neuzeit bezeichnet. Diese Kunsthände vereinigten kosmetische („Schmuckhand“) mit funktionellen Eigenschaften. Ihr bekanntester Vertreter ist die um 1530 entstandene, jüngere der beiden Eisernen Hände des Ritters Götz von Berlichingen.:S. 115
Eine Auflistung der heute bekannten solchen Handprothesen findet sich in der Liste Eiserner Hände.

## Hintergrund
Rein kosmetische Kunsthände aus verschiedenen Materialien wie Holz und Leder sind bereits aus frühester Zeit bekannt. Auch funktionelle Arbeitshände mit einer Art Haken dürften recht früh verbreitet gewesen sein. Zu dieser Gruppe gehört vermutlich die „Eiserne Hand“ des Piraten Arudsch. Karl Sudhoff spekulierte, dass es sich bei der von Plinius beschriebenen eisernen Prothese des römischen Offiziers Marcus Sergius Silus um 200 v. Chr. bereits um eine frühe Form der passiven Kunsthand gehandelt haben könnte.
Mechanische Hand- und Armprothesen mit beweglichen Fingern sind jedoch nicht vor dem späten Mittelalter nachgewiesen. Die älteste bekannte dieser Hände, die sogenannte Erste Hand aus Florenz, wird auf das 15. Jahrhundert datiert. Die früheste urkundliche Erwähnung ist eine Rechnung aus dem Jahr 1476 für eine künstliche Hand, die der ursprünglich aus München stammende Kunstschmied und Uhrmacher Ulrich Wagner im Auftrag des Rates der schweizerischen Stadt Freiburg für den Büchsenmeister Ulrich Wyss angefertigt hatte.
Wahrscheinlich handelt es sich um die heute im Musée d’art et d’histoire de Fribourg ausgestellte Kunsthand.
Aus der Zeit zwischen den Kunstgliedern der Antike und diesen Eisernen Händen gibt es keine Hinweise auf Prothesen für die obere Extremität.:S. 187
Die Verbreitung von Konstruktionen in der Art der älteren Götzhand lässt aber darauf schließen, dass es schon Ende des 15. Jahrhunderts „eine europäische Entwicklung oder aber zumindest einen eifrigen Wissensaustausch und Technologietransfer innerhalb des gesamten Kontinents“ (Liebhard Löffler):S. 210 gegeben hat. Verbreitung fanden Eiserne Hände insbesondere in der Zeit der Bauernkriege (1524–25), des Dreißigjährigen Krieges (1618–48) und der Französischen Revolution (1789–92).:S. 187
Der französische Chirurg Ambroise Paré, der auch die Amputation mit Arterienligatur anstelle der Kauterisierung einführte, zeigte in seinen Œuvres Ende des 16. Jahrhunderts – neben für seine Zeit sehr fortschrittlichen Beinprothesen – auch mechanische Kunsthände, die er bei einem der wenigen namentlich bekannten Prothesenmacher, dem Kleinen Lothringer, anfertigen ließ.:S. 62 ff.
Der relativ große Zeitraum bis hinein ins 18. Jahrhundert, während dessen solche Kunsthände ohne größere Veränderungen hergestellt wurden, erschwert eine genaue zeitliche Einordnung einzelner Exemplare. Beispielsweise wird eine Hand, die sich im Germanischen Nationalmuseum in Nürnberg befindet, von diesem auf das 18. Jahrhundert datiert, obwohl sie vermutlich wesentlich älter ist.:S. 40f.

## Konstruktion

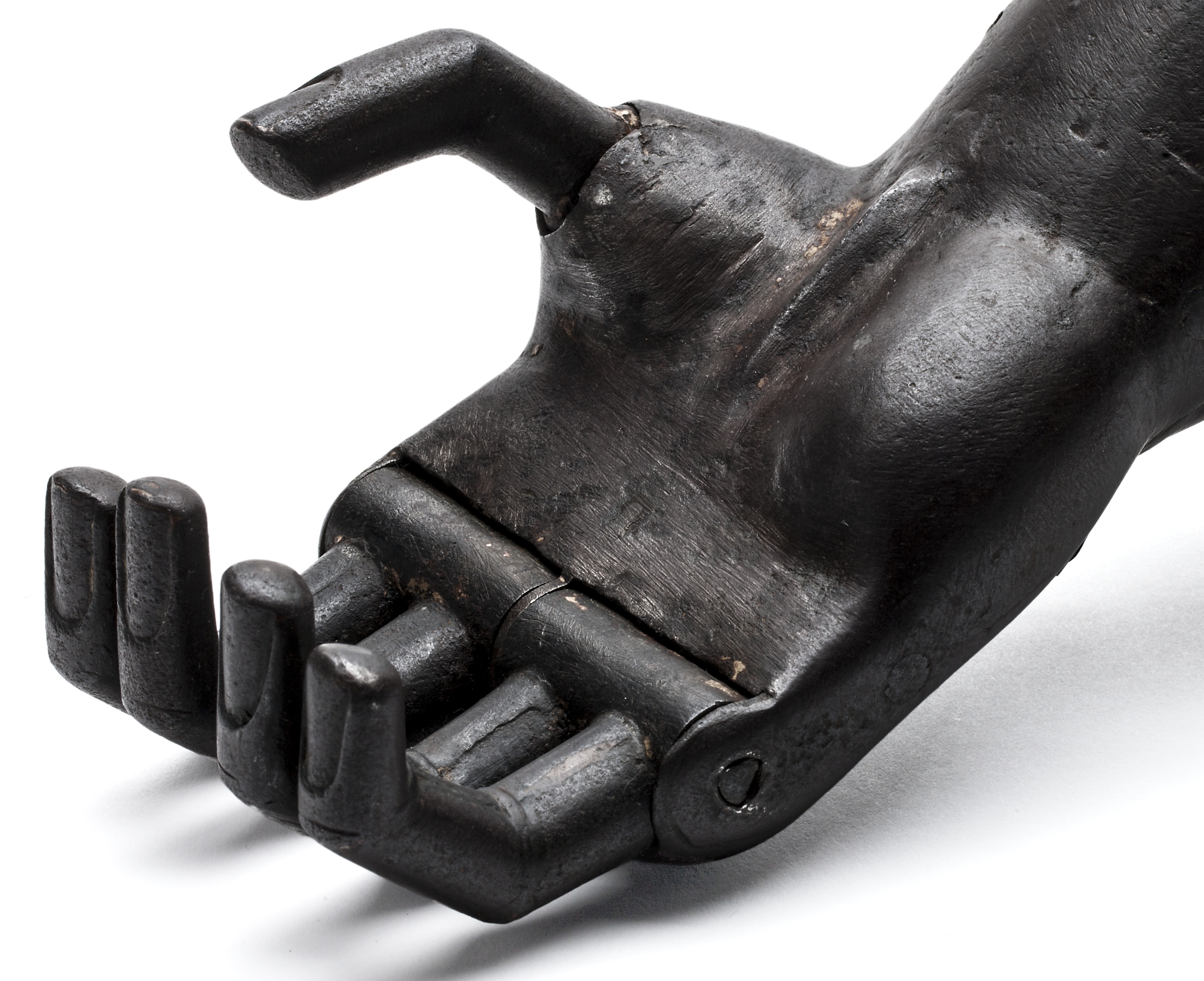
Skokloster-Hand, 16./17. Jahrhundert; deutlich erkennbar die beiden Fingerblöcke, der bewegliche Daumen und der ausgeformte Handballen.

Die Kunsthände wurden größtenteils aus Eisen- oder Messingblech gefertigt und sind deshalb relativ schwer (die jüngere Götzhand wiegt rund 1,5 kg).
Alle Hände sind passiv, können also nicht willkürlich bewegt werden. Das Einbiegen der Finger erfolgt mit Hilfe der gesunden Hand oder durch Aufstützen; die Hand wird durch Federkraft wieder geöffnet. Bei den meisten Konstruktionen können die Finger nur gemeinsam in die Ausgangsposition (Extensionslage) gebracht werden, es gibt jedoch auch Hände mit eigenen Betätigungsknöpfen für den Daumen oder die einzelnen Fingerblöcke.
Die Arretierung der Gelenke erfolgt über einen mehr oder weniger komplexen Verriegelungsmechanismus mit Sperrklinken und Blattfedern. Aufgrund des Mechanismus, der einem Batterieschloss ähnelt,:S. 22f. ist die Betätigung einer solchen Kunsthand recht laut.:S. 19
Es gibt Eiserne Hände mit und ohne beweglichen Daumen. Bei den meisten Kunsthänden ist er, wenn beweglich, nicht opponierbar, da er am Zeigefinger vorbeiläuft. Ein Pinzettengriff ist damit nicht möglich.
Die Mechanik ist in den meisten Fällen im Innern der Handfläche untergebracht, die Konstruktionen unterscheiden sich nur in den Details der Ausführung. Zu den wenigen Ausnahmen gehört die Ingolstädter Hand, bei der sich der Mechanismus außen an der Hand befindet.
Bei der jüngeren Götzhand kann außerdem das Handgelenk abgewinkelt sowie die Hand gegenüber dem Armstulp rotiert werden (Pronation beziehungsweise Supination). Armprothesen verfügen zusätzlich über ein künstliches Ellbogengelenk.
Befestigt wurden diese Kunsthände wahrscheinlich mittels Lederschlingen am Oberarm oder der Schulter. Solche Lederriemen und auch mögliche Polsterungen sind meist aber nicht erhalten. Außerdem haben Eiserne Hände in der Regel einen langen, eisernen Unterarmstulp, der ebenfalls der Befestigung diente. Die Armschienen wurden häufig „gefenstert“ ausgeführt, um Gewicht zu sparen.
Die Finger sind oft kunstvoll modelliert und die Handballen ausgeformt. Viele Hände weisen außerdem Spuren einer früher vorhandenen fleischfarbenen Bemalung auf.

### Bauformen
Die Eisernen Hände lassen sich entsprechend der Konstruktion in mehrere größere Gruppen einteilen.
Bei der ersten sind Zeige-, Mittel-, Ring- und kleiner Finger zu einem gemeinsamen Block zusammengefasst, der im Grundgelenk beweglich ist. Dies ist die älteste und einfachste Bauform aus der Zeit des späten Mittelalters, zu der auch die älteste bekannte der Eisernen Hände gehört, die älteste Florentiner Hand aus der zweiten Hälfte des 15. Jahrhunderts.:S. 210f.
Ab Anfang des 16. Jahrhunderts erscheinen Eiserne Hände mit zwei unabhängig voneinander beweglichen Fingerblöcken. Zu dieser Gruppe gehören viele erhaltene Hände aus der Zeit der Renaissance, wie die ältere Götzhand, die Darmstädter Hand und die Altruppiner Hand.
Zu den ältesten bekannten Kunsthänden mit vier unabhängig voneinander beweglichen Gliedern gehören die Zweite Hand aus Florenz und die Ingolstädter Hand im Bayerischen Armeemuseum, eine linke Kinderhand mit festem Daumen und seitlich außen angebrachtem Mechanismus.:S. 37
Eine weitere Prothese mit einzeln beweglichen Fingern aus dem 16. Jahrhundert befindet sich heute in Cleveland (USA). In der Regel sind die Finger auch hier nur im Grundgelenk beweglich.
Den Höhepunkt der Entwicklung stellen zweifelsohne die Balbronner Hand und die jüngere Götzhand dar. Hier sind die Finger in zwei beziehungsweise drei Gelenken artikulierbar. Das führt im Vergleich zu früheren Varianten zu einer wesentlich aufwendigeren Mechanik, am grundsätzlichen Funktionsprinzip ändert sich jedoch nichts. Auch diese Prothesen sind weiterhin passiv, das heißt die Finger müssen mit der gesunden Hand oder durch Aufstützen in die gewünschte Position gebracht werden.
Die besondere Bedeutung der Balbronner Hand liegt darin, dass sie aufgrund ihrer Fundsituation zeitlich relativ genau eingeordnet werden kann: Sie entstand auf jeden Fall vor 1564. Da sie mit hoher Wahrscheinlichkeit vom selben Hersteller stammt wie die jüngere Götzhand, ist damit auch deren Echtheit und Datierung gesichert.:S. 56f.

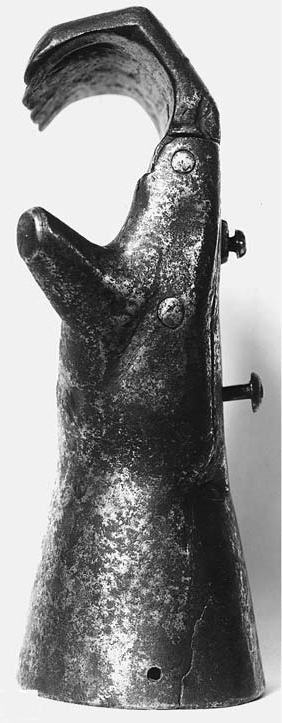
Erste Hand aus Florenz (älteste bekannte Eiserne Hand), zweite Hälfte des 15. Jahrhunderts
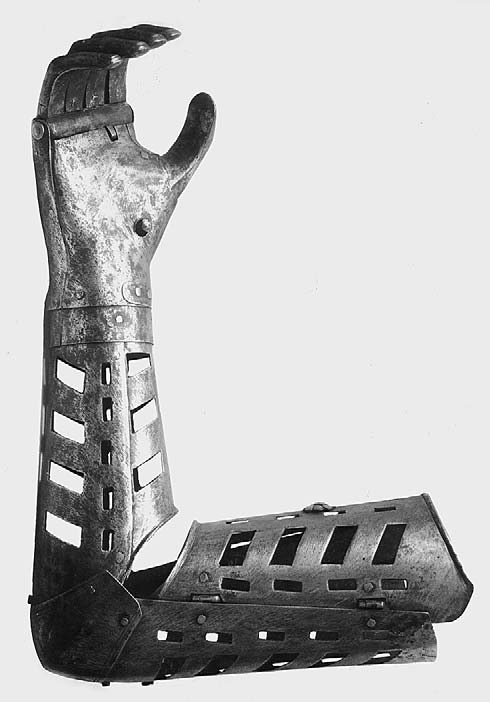
Mailänder Armprothese, frühes 16. Jahrhundert
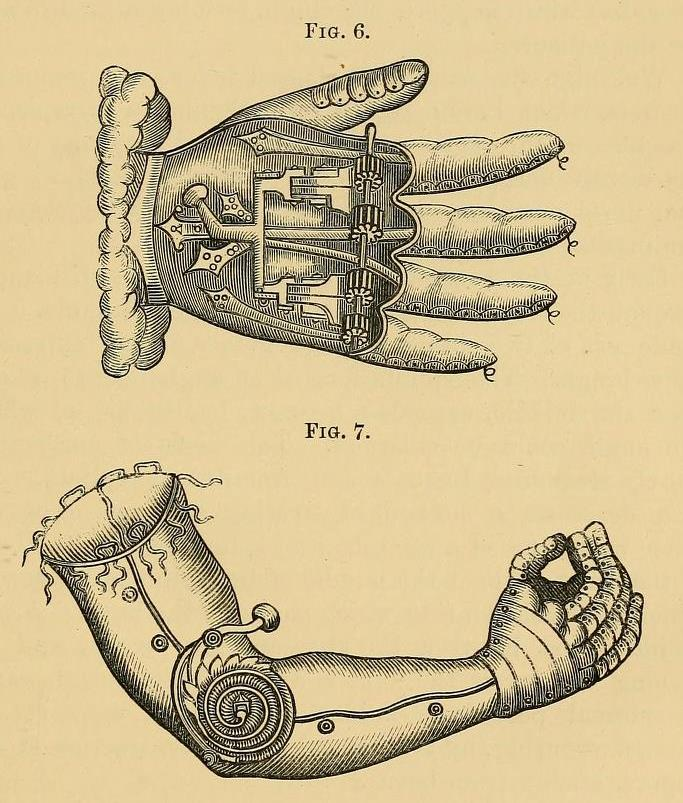
Entwürfe von Ambroise Paré, Ende des 16. Jahrhunderts
Skokloster-Hand mit gefenstertem Armstulp, 16./17. Jahrhundert
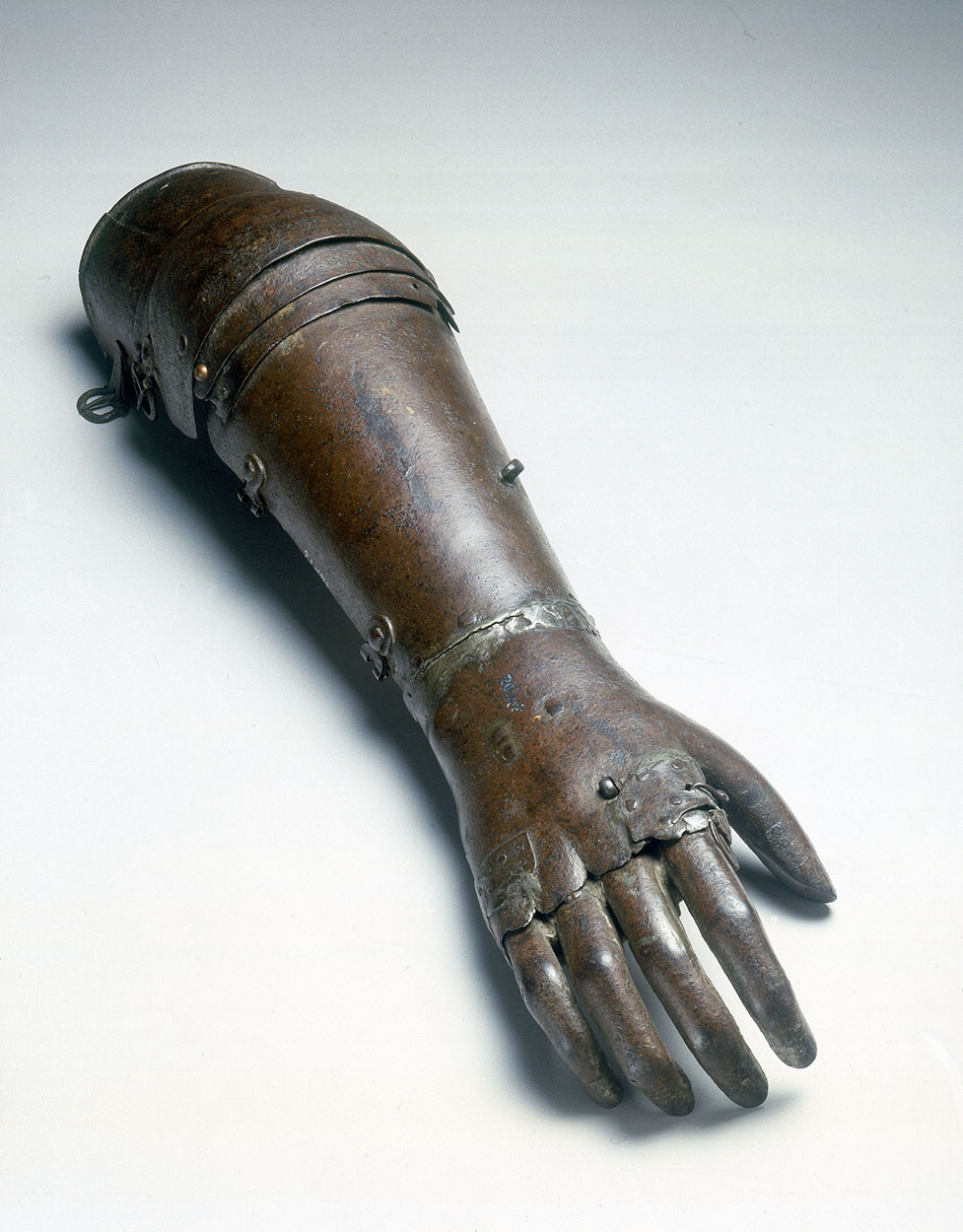
Kunsthand aus der Sammlung von Henry Wellcome, 17. Jahrhundert
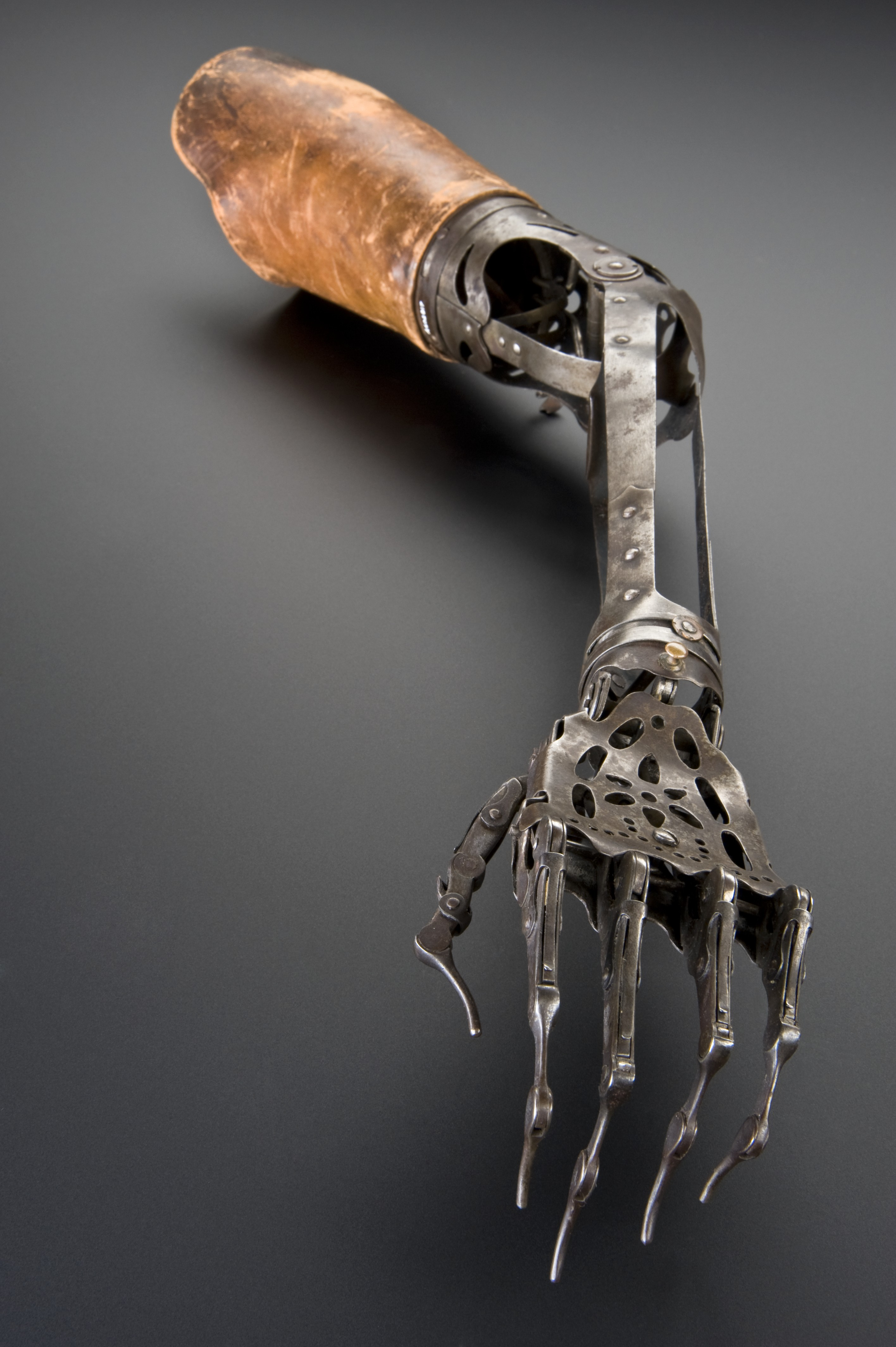
Arm- und Handprothese aus dem 19. Jahrhundert

## Verwendung und Wirkung
Bei der Verbreitung der bekannten Eisernen Hände zeigt sich eine Konzentration auf Mitteleuropa. Es sind jedoch auch Prothesen aus Großbritannien und Skandinavien bekannt, wobei letztere vielleicht im Laufe des Dreißigjährigen Krieges dorthin gelangten.
Da Eiserne Hände passiv sind, eignen sie sich lediglich zum Halten von Gegenständen unter Mithilfe der gesunden Hand. Praktische Versuche haben ergeben, dass man mit einer solchen passiven Prothese verschiedene Gegenstände wie beispielsweise Zügel oder unter Umständen auch einen Schild greifen konnte. Zum Führen eines Schwertes oder einer Lanze waren sie jedoch – entgegen anderslautenden Gerüchten:S. 19 – nicht geeignet. Die Finger ließen sich außerdem nicht stufenlos verstellen. Durch die Rastung (dreistufig bei der älteren Götzhand) wurde der praktische Nutzen weiter eingeschränkt.
Wegen der aufwendigen und teuren Herstellung blieben solche Kunsthände immer einer kleinen Gruppe von Wohlhabenden vorbehalten. Die meisten Träger waren vermutlich Adlige.:S. 46
Unter den erhaltenen Eisernen Händen sind auch mehrere, die aufgrund ihrer Größe wohl für Kinder gedacht waren, darunter die aus dem 16. Jahrhundert stammende Zweite Nürnberger Hand.
Im Historismus und unter dem Einfluss von Goethes Drama wurden sehr viele Kunsthände dem historischen Götz von Berlichingen zugeschrieben, darunter auch linke Hände und Armprothesen mit künstlichem Ellenbogen. Die beiden Prothesen, die Götz tatsächlich zugeordnet werden können, befinden sich heute im Museum der Götzenburg Jagsthausen.
Die jüngere Götzhand inspirierte im 19. Jahrhundert die Konstrukteure Peter Ballif und Caroline Eichler bei der Entwicklung der ersten modernen Handprothesen. Später nahm auch Ferdinand Sauerbruch sie sich bei der Entwicklung seines „Sauerbruch-Armes“ zum Vorbild.